# Svjetsko prvenstvo u motociklizmu – niže klase
Svjetsko prvenstvo u motociklizmu je najvažnije natjecanje u cestovnim utrkama motociklizma. Prvo svjetsko prvenstvo organizirala je Svjetska motociklistička federacija (Fédération Internationale de Motocyclisme – FIM) 1949. godine.
Utrke Svjetskog prvenstva od 2019. godine se održavaju u četiri klase (kategorije): MotoGP, Moto2, Moto3 i MotoE. Prije su postojale i klase 50cm3, 80cm3, 125cm3, 250cm3 i 350cm3. Tradicionalno na pojedinim stazama održava se više utrka, svaka za određenu klasu motocikala, koji su tradicionalno podijeljeni u klase prema obujmu motora. Motocikli koji sudjeluju na utrkama ne mogu se legalno voziti na javnim cestama (za razliku od Svjetskog prvenstva Superbike).

## Kronološki prikaz klasa Svjetskog prvenstva
| sszona        | klasa1 | klasa2 | klasa3 | klasa4 | klasa5 |
| ------------- | ------ | ------ | ------ | ------ | ------ |
| 1949. – 1961. | 500cc  | 350cc  | 250cc  | 125cc  |        |
| 1962. – 1982. | 500cc  | 350cc  | 250cc  | 125cc  | 50cc   |
| 1983.         | 500cc  | 250cc  | 125cc  | 50cc   |        |
| 1984. – 1989. | 500cc  | 250cc  | 125cc  | 80cc   |        |
| 1990. – 2001. | 500cc  | 250cc  | 125cc  |        |        |
| 2001. – 2009. | MotoGP | 250cc  | 125cc  |        |        |
| 2010. – 2011. | MotoGP | Moto2  | 125cc  |        |        |
| 2012. – 2018. | MotoGP | Moto2  | Moto3  |        |        |
| 2019. –       | MotoGP | Moto2  | Moto3  | MotoE  |        |

## Moto2
Moto2 je nova klasa koja je zamijenila dotadašnju klasu od 250cm3, a njezine karakteristike su da koristi četveotaktni motor obujma do 600cm3, s limitiranom elektronikom te čeličnim kočnicama umjesto karbonskih. Također će biti samo jedan proizvođač pogonskih motora (Honda, a od 2019. Triumph), dok će momčadi moći birati proizvođače šasije (konstruktore). Prvi svjetski prvak u ovoj klasi je Španolac Toni Elias.
| Sezona | Prvak             | Motor      | Drugoplasirani  | Motor     | Trećeplasirani   | Motor      |
| ------ | ----------------- | ---------- | --------------- | --------- | ---------------- | ---------- |
| 2010.  | Toni Elías        | Moriwaki   | Julián Simón    | RSV Suter | Andrea Iannone   | Speed Up   |
| 2011.  | Stefan Bradl      | Kalex      | Marc Márquez    | Suter     | Andrea Iannone   | Suter      |
| 2012.  | Marc Márquez      | Suter      | Pol Espargaró   | Kalex     | Andrea Iannone   | Speed Up   |
| 2013.  | Pol Espargaró     | Kalex      | Scott Redding   | Kalex     | Esteve Rabat     | Kalex      |
| 2014.  | Esteve Rabat      | Kalex      | Mika Kallio     | Kalex     | Maverick Viñales | Kalex      |
| 2015.  | Johann Zarco      | Kalex      | Álex Rins       | Kalex     | Esteve Rabat     | Kalex      |
| 2016.  | Johann Zarco      | Kalex      | Thomas Lüthi    | Kalex     | Álex Rins        | Kalex      |
| 2017.  | Franco Morbidelli | Kalex      | Thomas Lüthi    | Kalex     | Miguel Oliveira  | KTM        |
| 2018.  | Francesco Bagnaia | Kalex      | Miguel Oliveira | KTM       | Brad Binder      | KTM        |
| 2019.  | Álex Márquez      | Kalex      | Brad Binder     | KTM       | Thomas Lüthi     | Kalex      |
| 2020.  | Enea Bastianini   | Kalex      | Luca Marini     | Kalex     | Sam Lowes        | Kalex      |
| 2021.  | Remy Gardner      | Kalex      | Raúl Fernández  | Kalex     | Marco Bezzecchi  | Kalex      |
| 2022.  | Augusto Fernández | Kalex      | Ai Ogura        | Kalex     | Arón Canet       | Kalex      |
| 2023.  | Pedro Acosta      | Kalex      | Tony Arbolino   | Kalex     | Fermín Aldeguer  | Boscoscuro |
| 2024.  | Ai Ogura          | Boscoscuro | Arón Canet      | Kalex     | Manuel González  | Kalex      |

## Moto3
Moto3 je nova klasa koja je 2012. zamijenila klasu od 125cm3, a njezine karakteristike su da koristi četveotaktni motor obujma do 250cm3.
| Sezona | Prvak               | Motor   | Drugoplasirani        | Motor     | Trećeplasirani   | Motor     |
| ------ | ------------------- | ------- | --------------------- | --------- | ---------------- | --------- |
| 2012.  | Sandro Cortese      | KTM     | Luis Salom            | Kalex KTM | Maverick Viñales | FTR Honda |
| 2013.  | Maverick Viñales    | KTM     | Álex Rins             | KTM       | Luis Salom       | KTM       |
| 2014.  | Álex Márquez        | Honda   | Jack Miller           | KTM       | Álex Rins        | Honda     |
| 2015.  | Danny Kent          | Honda   | Miguel Oliveira       | KTM       | Enea Bastianini  | Honda     |
| 2016.  | Brad Binder         | KTM     | Enea Bastianini       | Honda     | Jorge Navarro    | Honda     |
| 2017.  | Joan Mir            | Honda   | Romano Fenati         | Honda     | Arón Canet       | Honda     |
| 2018.  | Jorge Martín        | Honda   | Fabio Di Giannantonio | Honda     | Marco Bezzecchi  | KTM       |
| 2019.  | Lorenzo Dalla Porta | Honda   | Arón Canet            | KTM       | Marcos Ramírez   | Honda     |
| 2020.  | Albert Arenas       | KTM     | Tony Arbolino         | Honda     | Ai Ogura         | Honda     |
| 2021.  | Pedro Acosta        | KTM     | Dennis Foggia         | Honda     | Sergio García    | Gas Gas   |
| 2022.  | Izan Guevara        | Gas Gas | Sergio García         | Gas Gas   | Dennis Foggia    | Honda     |
| 2023.  | Jaume Masià         | Honda   | Ayumu Sasaki          | Husqvarna | David Alonso     | Gas Gas   |
| 2024.  | David Alonso        | CFMoto  | Daniel Holgado        | Gas Gas   | Collin Veijer    | Husqvarna |

| Sezona | Prvak   | Drugoplasirani | Trećeplasirani |
| ------ | ------- | -------------- | -------------- |
| 2012.  | KTM     | FTR Honda      | Kalex KTM      |
| 2013.  | KTM     | Kalex KTM      | Mahindra       |
| 2014.  | KTM     | Honda          | Mahindra       |
| 2015.  | Honda   | KTM            | Mahindra       |
| 2016.  | KTM     | Honda          | Mahindra       |
| 2017.  | Honda   | KTM            | Mahindra       |
| 2018.  | Honda   | KTM            |                |
| 2019.  | Honda   | KTM            |                |
| 2020.  | Honda   | KTM            | Husqvarna      |
| 2021.  | KTM     | Honda          | Gas Gas        |
| 2022.  | Gas Gas | Honda          | KTM            |
| 2023.  | KTM     | Honda          | Husqvarna      |
| 2024.  | CFMoto  | KTM            | Honda          |

| proizvođač | prvi | drugi | treći | ukupno |
| ---------- | ---- | ----- | ----- | ------ |
| KTM        | 6    | 6     | 1     | 13     |
| Honda      | 5    | 5     | 1     | 11     |
| Gas Gas    | 1    |       | 1     | 2      |
| CFMoto     | 1    |       |       | 1      |
| Kalex KTM  |      | 1     | 1     | 2      |
| FTR Honda  |      | 1     |       | 1      |
| Mahindra   |      |       | 5     | 5      |
| Husqvarna  |      |       | 2     | 2      |

## MotoE
MotoE je klasa za električne motocikle, čije je natjecanje u okviru Svjetskog prvenstva (također pod nazivom MotoE World Cup) započelo 2019. godine. Za razliku od ostalih klasa Svjetskog prvenstva, na pojedinim Velikim nagrdama voze se dvije MotoE utrke. Utrke za MotoE se voze uglavnom u sklopu utrka na europskim stazama. Također je posebnost ove klase što se koriste motocikli jednog proizvođača – Energica, koju od 2023. zamjenjuje Ducati. 
| Sezona | Prvak              | Motor        | Drugoplasirani     | Motor        | Trećeplasirani     | Motor        | utrka        |
| Svjetski kup | Svjetski kup       | Svjetski kup | Svjetski kup       | Svjetski kup | Svjetski kup       | Svjetski kup | Svjetski kup |
| --- | ------------------ | ------------ | ------------------ | ------------ | ------------------ | ------------ | ------------ |
| 2019. | Matteo Ferrari     | Energica     | Bradley Smith      | Energica     | Eric Granado       | Energica     | 4 / 6        |
| 2020. | Jordi Torres       | Energica     | Matteo Ferrari     | Energica     | Dominique Aegerter | Energica     | 5 / 7        |
| 2021. | Jordi Torres       | Energica     | Dominique Aegerter | Energica     | Matteo Ferrari     | Energica     | 6 / 7        |
| 2022. | Dominique Aegerter | Energica     | Eric Granado       | Energica     | Matteo Ferrari     | Energica     | 6 / 12       |
| |                    |              |                    |              |                    |              |              |
| Svjetsko prvenstvo |                    |              |                    |              |                    |              |              |
| 2023. | Mattia Casadei     | Ducati       | Jordi Torres       | Ducati       | Matteo Ferrari     | Ducati       | 8 / 16       |
| 2024. | Héctor Garzó       | Ducati       | Mattia Casadei     | Ducati       | Oscar Gutiérrez    | Ducati       | 8 / 16       |
| |                    |              |                    |              |                    |              |              |
| x / y – (trkačih vikenda / broj utrka) – ukoliko se vozi dvije ili više utrka po pojedinom trkačem vikendu / događaju |                    |              |                    |              |                    |              |              |

## 350cc
Svjetsko prvenstvo u kategoriji do 350cm3 je voženo između 1949. i 1982., a najuspješniji vozači u ovoj kategoriji su Geoffrey Duke, Fergus Anderson, Bill Lomas, John Surtees, Jim Redman, Mike Hailwood, Giacomo Agostini, Kork Ballington i Anton Mang, a kod proizvođača su najuspješniji MV Agusta, Yamaha, Moto Guzzi, Honda, Kawasaki, Norton.
| Sezona | Prvak             | Motor           | Drugoplasirani     | Motor               | Trećeplasirani      | Motor                                             | utrka |
| ------ | ----------------- | --------------- | ------------------ | ------------------- | ------------------- | ------------------------------------------------- | ----- |
| 1949.  | Freddie Frith     | Velocette       | Reg Amstrong       | AJS                 | Bob Foster          | Velocette                                         | 5     |
| 1950.  | Bob Foster        | Velocette       | Geoffrey Duke      | Norton              | Leslie Graham       | AJS                                               | 6     |
| 1951.  | Geoffrey Duke     | Norton          | Bill Doran         | AJS                 | Johnny Lockett      | Norton                                            | 8     |
| 1952.  | Geoffrey Duke     | Norton          | Reg Armstrong      | Norton              | Ray Amm             | Norton                                            | 7     |
| 1953.  | Fergus Anderson   | Moto-Guzzi      | Enrico Lorenzetti  | Moto-Guzzi          | Ray Amm             | Norton                                            | 7     |
| 1954.  | Fergus Anderson   | Moto-Guzzi      | Ray Amm            | Norton              | Rod Coleman         | AJS                                               | 9     |
| 1955.  | Bill Lomas        | Moto-Guzzi      | Dickie Dale        | Moto-Guzzi          | August Hobl         | DKW                                               | 7     |
| 1956.  | Bill Lomas        | Moto-Guzzi      | August Hobl        | DKW                 |                     |                                                   | 6     |
| 1956.  | Bill Lomas        | Moto-Guzzi      | Dickie Dale        | Moto-Guzzi          |                     |                                                   | 6     |
| 1957.  | Keith Campbell    | Moto-Guzzi      | Bob McIntyre       | Gilera              | Libero Liberati     | Gilera                                            | 6     |
| 1958.  | John Surtees      | MV Agusta       | John Hartle        | MV Agusta           | Geoffrey Duke       | Norton                                            | 7     |
| 1959.  | John Surtees      | MV Agusta       | John Hartle        | MV Agusta           | Bob Brown           | Norton                                            | 6     |
| 1960.  | John Surtees      | MV Agusta       | Gary Hocking       | MV Agusta           | John Hartle         | MV Agusta Norton                                  | 5     |
| 1961.  | Gary Hocking      | MV Agusta       | František Št'astný | Jawa                | Gustav Havel        | Jawa                                              | 7     |
| 1962.  | Jim Redman        | Honda           | Tommy Robb         | Honda               | Mike Hailwood       | MV Agusta                                         | 6     |
| 1963.  | Jim Redman        | Honda           | Mike Hailwood      | MV Agusta           | Luigi Taveri        | Honda                                             | 7     |
| 1964.  | Jim Redman        | Honda           | Bruce Beale        | Honda               | Mike Duff           | AJS                                               | 8     |
| 1965.  | Jim Redman        | Honda           | Giacomo Agostini   | MV Agusta           | Mike Hailwood       | MV Agusta                                         | 9     |
| 1966.  | Mike Hailwood     | Honda           | Giacomo Agostini   | MV Agusta           | Renzo Pasolini      | Aermacchi                                         | 10    |
| 1967.  | Mike Hailwood     | Honda           | Giacomo Agostini   | MV Agusta           | Raplh Bryans        | Honda                                             | 8     |
| 1968.  | Giacomo Agostini  | MV Agusta       | Renzo Pasolini     | Benelli             | Kelvin Carruthers   | Drixton / Aermacchi Metisse / Aermacchi Aermacchi | 7     |
| 1969.  | Giacomo Agostini  | MV Agusta       | Silvio Grassetti   | Yamaha Jawa         | Giuseppe Visenzi    | Yamaha                                            | 10    |
| 1970.  | Giacomo Agostini  | MV Agusta       | Kelvin Carruthers  | Benelli Yamaha      | Renzo Pasolini      | Benelli                                           | 10    |
| 1971.  | Giacomo Agostini  | MV Agusta       | Jarno Saarinen     | Yamaha              | Kurt-Ivan Carlsson  | Yamaha                                            | 11    |
| 1972.  | Giacomo Agostini  | MV Agusta       | Jarno Saarinen     | Yamaha              | Renzo Pasolini      | Aermacchi                                         | 12    |
| 1973.  | Giacomo Agostini  | MV Agusta       | Teuvo Länsivuori   | Yamaha              | Phil Read           | MV Agusta                                         | 11    |
| 1974.  | Giacomo Agostini  | Yamaha          | Dieter Braun       | Yamaha              | Patrick Pons        | Yamaha                                            | 10    |
| 1975.  | Johnny Cecotto    | Yamaha          | Giacomo Agostini   | Yamaha              | Pentti Korhonen     | Yamaha                                            | 10    |
| 1976.  | Walter Villa      | Harley-Davidson | Johnny Cecotto     | Yamaha              | Chas Mortimer       | Yamaha                                            | 10    |
| 1977.  | Takazumi Katayama | Yamaha          | Tom Herron         | Yamaha              | Jon Ekerold         | Yamaha                                            | 11    |
| 1978.  | Kork Ballington   | Kawasaki        | Takazumi Katayama  | Yamaha              | Gregg Hansford      | Kawasaki                                          | 11    |
| 1979.  | Kork Ballington   | Kawasaki        | Patrick Fernandez  | Yamaha              | Gregg Hansford      | Kawasaki                                          | 11    |
| 1980.  | Jon Ekerold       | Bimota / Yamaha | Anton Mang         | Krauser             | Jean-François Baldé | Kawasaki                                          | 6     |
| 1981.  | Anton Mang        | Kawasaki        | Jon Ekerold        | Bimota / Yamaha     | Jean-François Baldé | Kawasaki                                          | 8     |
| 1982.  | Anton Mang        | Kawasaki        | Didier de Radiguès | Chevallier / Yamaha | Jean-François Baldé | Kawasaki                                          | 9     |

## 250cc
Svjetsko prvenstvo klase 250cm3 je započeto 1949. u prvoj godini Svjetskog prvenstva, a zadnja sezona je bila 2009., jer od 2010. počinje Svjetsko prventvo u novoj klasi – Moto2 u kojoj će se koristiti motori do 600 cm3.
Najuspješniji vozači SP-a klase 250cc su četverotruki prvaci Phil Read i Max Biaggi te trostruki prvaci Carlo Ubbiali, Mike Hailwood, Walter Villa i Anton Mang.
| Sezona | Prvak                | Motor             | Drugoplasirani      | Motor           | Trećeplasirani      | Motor               |
| ------ | -------------------- | ----------------- | ------------------- | --------------- | ------------------- | ------------------- |
| 1949.  | Bruno Ruffo          | Moto-Guzzi        | Dario Ambrosini     | Benelli         | Ron Mead            | Norton              |
| 1950.  | Dario Ambrosini      | Benelli           | Maurice Cann        | Moto-Guzzi      | Bruno Ruffo         | Moto-Guzzi          |
| 1950.  | Dario Ambrosini      | Benelli           | Maurice Cann        | Moto-Guzzi      | Fergus Anderson     | Moto-Guzzi          |
| 1951.  | Bruno Ruffo          | Moto-Guzzi        | Tommy Wood          | Moto-Guzzi      | Dario Ambrosini     | Benelli             |
| 1952.  | Enrico Lorenzetti    | Moto-Guzzi        | Fergus Anderson     | Moto-Guzzi      | Leslie Graham       | Benelli Velocette   |
| 1953.  | Werner Haas          | NSU               | Reg Amstrong        | NSU             | Enrico Lorenzetti   | Moto-Guzzi          |
| 1954.  | Werner Haas          | NSU               | Rupert Hollaus      | NSU             | Hermann Paul Müller | NSU                 |
| 1955.  | Hermann Paul Müller  | NSU               | Cecil Sandford      | Moto-Guzzi      | Bill Lomas          | MV Agusta           |
| 1956.  | Carlo Ubbiali        | MV Agusta         | Luigi Taveri        | MV Agusta       | Enrico Lorenzetti   | Moto-Guzzi          |
| 1957.  | Cecil Sandford       | FB-Mondial        | Tarquinio Provini   | FB-Mondial      | Sammy Miller        | FB-Mondial          |
| 1958.  | Tarquinio Provini    | MV Agusta         | Horst Fügner        | MZ              | Carlo Ubbiali       | MV Agusta           |
| 1959.  | Carlo Ubbiali        | MV Agusta         | Tarquinio Provini   | MV Agusta       |                     |                     |
| 1959.  | Carlo Ubbiali        | MV Agusta         | Gary Hocking        | MZ              |                     |                     |
| 1960.  | Carlo Ubbiali        | MV Agusta         | Gary Hocking        | MV Agusta       | Luigi Taveri        | MV Agusta           |
| 1961.  | Mike Hailwood        | Honda             | Tom Phillis         | Honda           | Jim Redman          | Honda               |
| 1962.  | Jim Redman           | Honda             | Bob McIntyre        | Honda           | Arthur Wheeler      | Moto-Guzzi          |
| 1963.  | Jim Redman           | Honda             | Tarquinio Provini   | Morini          | Fumio Ito           | Yamaha              |
| 1964.  | Phil Read            | Yamaha            | Jim Redman          | Honda           | Alan Shepherd       | MZ                  |
| 1965.  | Phil Read            | Yamaha            | Mike Duff           | Yamaha          | Jim Redman          | Honda               |
| 1966.  | Mike Hailwood        | Honda             | Phil Read           | Yamaha          | Jim Redman          | Honda               |
| 1967.  | Mike Hailwood        | Honda             | Phil Read           | Yamaha          | Bill Ivy            | Yamaha              |
| 1968.  | Phil Read            | Yamaha            | Bill Ivy            | Yamaha          | Heinz Rosner        | MZ                  |
| 1969.  | Kelvin Carruthers    | Benelli           | Kent Andersson      | Yamaha          | Santiago Herrero    | Ossa                |
| 1970.  | Rodney Gould         | Yamaha            | Kelvin Carruthers   | Yamaha          | Kent Andersson      | Yamaha              |
| 1971.  | Phil Read            | Yamaha            | Rodney Gould        | Yamaha          | Jarno Saarinen      | Yamaha              |
| 1972.  | Jarno Saarinen       | Yamaha            | Renzo Pasolini      | Aermacchi       | Rodney Gould        | Yamaha              |
| 1973.  | Dieter Braun         | Yamaha            | Teuvo Länsivuori    | Yamaha          | John Dodds          | Yamaha              |
| 1974.  | Walter Villa         | Harley-Davidson   | Dieter Braun        | Yamaha          | Patrick Pons        | Yamaha              |
| 1975.  | Walter Villa         | Harley-Davidson   | Michel Rougerie     | Harley-Davidson | Dieter Braun        | Yamaha              |
| 1976.  | Walter Villa         | Harley-Davidson   | Takazumi Katayama   | Yamaha          | Gianfranco Bonera   | Harley-Davidson     |
| 1977.  | Mario Lega           | Yamaha Morbidelli | Franco Uncini       | Harley-Davidson | Walter Villa        | Harley-Davidson     |
| 1978.  | Kork Ballington      | Kawasaki          | Gregg Hansford      | Kawasaki        | Patrick Fernandez   | Yamaha              |
| 1979.  | Kork Ballington      | Kawasaki          | Gregg Hansford      | Kawasaki        | Graziano Rossi      | Morbidelli          |
| 1980.  | Anton Mang           | Krauser-Kawasaki  | Kork Ballington     | Kawasaki        | Jean-François Baldé | Kawasaki            |
| 1981.  | Anton Mang           | Kawasaki          | Jean-François Baldé | Kawasaki        | Roland Freymond     | Ad Majora           |
| 1982.  | Jean-Louis Tournadre | Yamaha            | Anton Mang          | Kawasaki        | Roland Freymond     | MBA                 |
| 1983.  | Carlos Lavado        | Yamaha            | Christian Sarron    | Yamaha          | Didier de Radiguès  | Chevallier / Yamaha |
| 1984.  | Christian Sarron     | Yamaha            | Manfred Herweh      | Real / Rootax   | Carlos Lavado       | Yamaha              |
| 1985.  | Freddie Spencer      | Honda             | Anton Mang          | Honda           | Carlos Lavado       | Yamaha              |
| 1986.  | Carlos Lavado        | Yamaha            | Sito Pons           | Honda           | Dominique Sarron    | Honda               |
| 1987.  | Anton Mang           | Honda             | Reinhold Roth       | Honda           | Sito Pons           | Honda               |
| 1988.  | Sito Pons            | Honda             | Juan Garriga        | Yamaha          | Jacques Cornu       | Honda               |
| 1989.  | Sito Pons            | Honda             | Reinhold Roth       | Honda           | Jacques Cornu       | Honda               |
| 1990.  | John Kocinski        | Yamaha            | Carlos Cardús       | Honda           | Luca Cadalora       | Yamaha              |
| 1991.  | Luca Cadalora        | Honda             | Helmut Bradl        | Honda           | Carlos Cardús       | Honda               |
| 1992.  | Luca Cadalora        | Honda             | Loris Reggiani      | Aprilia         | Pierfrancesco Chili | Aprilia             |
| 1993.  | Tetsuya Harada       | Yamaha            | Loris Capirossi     | Honda           | Loris Reggiani      | Aprilia             |
| 1994.  | Max Biaggi           | Aprilia           | Tadayuki Okada      | Honda           | Loris Capirossi     | Honda               |
| 1995.  | Max Biaggi           | Aprilia           | Tetsuya Harada      | Yamaha          | Ralf Waldmann       | Honda               |
| 1996.  | Max Biaggi           | Aprilia           | Ralf Waldmann       | Honda           | Olivier Jacque      | Honda               |
| 1997.  | Max Biaggi           | Honda             | Ralf Waldmann       | Honda           | Tetsuya Harada      | Aprilia             |
| 1998.  | Loris Capirossi      | Aprilia           | Valentino Rossi     | Aprilia         | Tetsuya Harada      | Aprilia             |
| 1999.  | Valentino Rossi      | Aprilia           | Tohru Ukawa         | Honda           | Loris Capirossi     | Honda               |
| 2000.  | Olivier Jacque       | Yamaha            | Shin'ya Nakano      | Yamaha          | Daijiro Kato        | Honda               |
| 2001.  | Daijiro Kato         | Honda             | Tetsuya Harada      | Aprilia         | Marco Melandri      | Aprilia             |
| 2002.  | Marco Melandri       | Aprilia           | Fonsi Nieto         | Aprilia         | Roberto Rolfo       | Honda               |
| 2003.  | Manuel Poggiali      | Aprilia           | Roberto Rolfo       | Honda           | Toni Elías          | Aprilia             |
| 2004.  | Daniel Pedrosa       | Honda             | Sebastián Porto     | Aprilia         | Randy de Puniet     | Aprilia             |
| 2005.  | Daniel Pedrosa       | Honda             | Casey Stoner        | Aprilia         | Andrea Dovizioso    | Honda               |
| 2006.  | Jorge Lorenzo        | Aprilia           | Andrea Dovizioso    | Honda           | Alex De Angelis     | Aprilia             |
| 2007.  | Jorge Lorenzo        | Aprilia           | Andrea Dovizioso    | Honda           | Alex De Angelis     | Aprilia             |
| 2008.  | Marco Simoncelli     | Gilera            | Álvaro Bautista     | Aprilia         | Mika Kallio         | KTM                 |
| 2009.  | Hiroshi Aoyama       | Honda             | Héctor Barberá      | Aprilia         | Marco Simoncelli    | Gilera              |

## 125cc
Svjetsko prvenstvo klase do 125 cm3 se održava od početka Svjetskog prvenstva 1949., te je od 2010. godine to jedina originalna klasa (500 cc, 350 cc, 250 cc, 125 cc) koja je u programu Svjetskog prvenstva s obzirom na to da je 2009. bila zadnja godina Svjetskog prvenstva klase do 250 cm3. Najuspješniji vozači ove klase su Ángel Nieto sa sedam naslova i Carlo Ubbiali sa šest naslova. Od 2012. ovu klasu zamjenjuje nova – Moto3.
| Sezona | Prvak               | Motor                             | Drugoplasirani      | Motor             | Trećeplasirani      | Motor       |
| ------ | ------------------- | --------------------------------- | ------------------- | ----------------- | ------------------- | ----------- |
| 1949.  | Nello Pagani        | FB-Mondial                        | Umberto Magi        | Morini            | Umberto Masetti     | Morini      |
| 1950.  | Bruno Ruffo         | FB-Mondial                        | Gianni Leoni        | FB-Mondial        |                     |             |
| 1950.  | Bruno Ruffo         | FB-Mondial                        | Carlo Ubbiali       | FB-Mondial        |                     |             |
| 1951.  | Carlo Ubbiali       | FB-Mondial                        | Gianni Leoni        | FB-Mondial        | Cromie McCandless   | FB-Mondial  |
| 1952.  | Cecil Sandford      | MV Agusta                         | Carlo Ubbiali       | FB-Mondial        | Emilio Mendogni     | Morini      |
| 1953.  | Werner Haas         | NSU                               | Cecil Sandford      | MV Agusta         | Carlo Ubbiali       | MV Agusta   |
| 1954.  | Rupert Hollaus      | NSU                               | Carlo Ubbiali       | MV Agusta         | Hermann Paul Müller | NSU         |
| 1955.  | Carlo Ubbiali       | MV Agusta                         | Luigi Taveri        | MV Agusta         | Remo Venturi        | MV Agusta   |
| 1956.  | Carlo Ubbiali       | MV Agusta                         | Romolo Ferri        | Gilera            | Luigi Taveri        | MV Agusta   |
| 1957.  | Tarquinio Provini   | FB-Mondial                        | Carlo Ubbiali       | MV Agusta         | Luigi Taveri        | MV Agusta   |
| 1958.  | Carlo Ubbiali       | MV Agusta                         | Alberto Gandossi    | Ducati            | Luigi Taveri        | Ducati      |
| 1959.  | Carlo Ubbiali       | MV Agusta                         | Tarquinio Provini   | MV Agusta         | Mike Hailwood       | Ducati      |
| 1960.  | Carlo Ubbiali       | MV Agusta                         | Gary Hocking        | MV Agusta         | Ernst Degner        | MZ          |
| 1961.  | Tom Phillis         | Honda                             | Ernst Degner        | MZ                | Luigi Taveri        | Honda       |
| 1962.  | Luigi Taveri        | Honda                             | Jim Redman          | Honda             | Tommy Robb          | Honda       |
| 1963.  | Hugh Anderson       | Suzuki                            | Luigi Taveri        | Honda             | Jim Redman          | Honda       |
| 1964.  | Luigi Taveri        | Honda                             | Jim Redman          | Honda             | Hugh Anderson       | Suzuki      |
| 1965.  | Hugh Anderson       | Suzuki                            | Frank Perris        | Suzuki            | Derek Woodman       | MZ          |
| 1966.  | Luigi Taveri        | Honda                             | Bill Ivy            | Yamaha            | Ralph Bryans        | Honda       |
| 1967.  | Bill Ivy            | Yamaha                            | Phil Read           | Yamaha            | Stuart Graham       | Suzuki      |
| 1968.  | Phil Read           | Yamaha                            | Bill Ivy            | Yamaha            | Ginger Molloy       | Bultaco     |
| 1969.  | Dave Simmonds       | Kawasaki                          | Dieter Braun        | Suzuki            | Cees van Dongen     | Suzuki      |
| 1970.  | Dieter Braun        | Suzuki                            | Ángel Nieto         | Maico             | Börje Jansson       | Maico       |
| 1971.  | Ángel Nieto         | Derbi                             | Barry Sheene        | Suzuki            | Börje Jansson       | Maico       |
| 1972.  | Ángel Nieto         | Derbi                             | Kent Andersson      | Yamaha            | Chas Mortimer       | Yamaha      |
| 1973.  | Kent Andersson      | Yamaha                            | Chas Mortimer       | Yamaha            | Jos Schurgers       | Bridgestone |
| 1974.  | Kent Andersson      | Yamaha                            | Bruno Kneubühler    | Yamaha            | Ángel Nieto         | Derbi       |
| 1975.  | Paolo Pileri        | Morbidelli                        | Pierpaolo Bianchi   | Morbidelli        | Kent Andersson      | Yamaha      |
| 1976.  | Pierpaolo Bianchi   | Morbidelli                        | Ángel Nieto         | Bultaco           | Paolo Pileri        | Morbidelli  |
| 1977.  | Pierpaolo Bianchi   | Morbidelli                        | Eugenio Lazzarini   | Morbidelli        | Ángel Nieto         | Bultaco     |
| 1978.  | Eugenio Lazzarini   | MBA                               | Ángel Nieto         | Bultaco Minarelli | Pierpaolo Bianchi   | Minarelli   |
| 1979.  | Ángel Nieto         | Minarelli                         | Maurizio Massimiani | MBA               | Hans Müller         | MBA         |
| 1980.  | Pierpaolo Bianchi   | MBA                               | Guy Bertin          | Motobécane        | Ángel Nieto         | Minarelli   |
| 1981.  | Ángel Nieto         | Minarelli                         | Loris Reggiani      | Minarelli         | Pierpaolo Bianchi   |             |
| 1982.  | Ángel Nieto         | Garelli                           | Eugenio Lazzarini   | Garelli           | Iván Palazzese      | MBA         |
| 1983.  | Ángel Nieto         | Garelli                           | Bruno Kneubühler    | MBA               | Eugenio Lazzarini   | Garelli     |
| 1984.  | Ángel Nieto         | Garelli                           | Eugenio Lazzarini   | Garelli           | Fausto Gresini      | MBA Garelli |
| 1985.  | Fausto Gresini      | Garelli                           | Pierpaolo Bianchi   | MBA               | August Auinger      | MBA         |
| 1986.  | Luca Cadalora       | Garelli                           | Fausto Gresini      | Garelli           | Domenico Brigaglia  | Ducados-MBA |
| 1987.  | Fausto Gresini      | Garelli                           | Bruno Casanova      | Garelli           | Paolo Casoli        | LCR / MBA   |
| 1988.  | Jorge Martínez      | Derbi                             | Ezio Gianola        | Honda             | Hans Spaan          | Honda       |
| 1989.  | Àlex Crivillé       | JJ-Cobas / Rotax JJ-Cobas / Honda | Hans Spaan          | Honda             | Ezio Gianola        | Honda       |
| 1990.  | Loris Capirossi     | Honda                             | Hans Spaan          | Honda             | Stefan Prein        | Honda       |
| 1991.  | Loris Capirossi     | Honda                             | Fausto Gresini      | Honda             | Ralf Waldmann       | Honda       |
| 1992.  | Alessandro Gramigni | Aprilia                           | Fausto Gresini      | Honda             | Ralf Waldmann       | Honda       |
| 1993.  | Dirk Raudies        | Honda                             | Kazuto Sakata       | Honda             | Takeshi Tsujimura   | Honda       |
| 1994.  | Kazuto Sakata       | Aprilia                           | Noboru Ueda         | Honda             | Takeshi Tsujimura   | Honda       |
| 1995.  | Haruchika Aoki      | Honda                             | Kazuto Sakata       | Aprilia           | Emilio Alzamora     | Honda       |
| 1996.  | Haruchika Aoki      | Honda                             | Masaki Tokudome     | Aprilia           | Tomomi Manako       | Honda       |
| 1997.  | Valentino Rossi     | Aprilia                           | Noboru Ueda         | Honda             | Tomomi Manako       | Honda       |
| 1998.  | Kazuto Sakata       | Aprilia                           | Tomomi Manako       | Honda             | Marco Melandri      | Honda       |
| 1999.  | Emilio Alzamora     | Honda                             | Marco Melandri      | Honda             | Masao Azuma         | Honda       |
| 2000.  | Roberto Locatelli   | Aprilia                           | Youichi Ui          | Derbi             | Emilio Alzamora     | Honda       |
| 2001.  | Manuel Poggiali     | Gilera                            | Youichi Ui          | Derbi             | Toni Elías          | Honda       |
| 2002.  | Arnaud Vincent      | Aprilia                           | Manuel Poggiali     | Gilera            | Daniel Pedrosa      | Honda       |
| 2003.  | Daniel Pedrosa      | Honda                             | Alex De Angelis     | Aprilia           | Héctor Barberá      | Aprilia     |
| 2004.  | Andrea Dovizioso    | Honda                             | Héctor Barberá      | Aprilia           | Roberto Locatelli   | Aprilia     |
| 2005.  | Thomas Lüthi        | Honda                             | Mika Kallio         | KTM               | Gábor Talmácsi      | KTM         |
| 2006.  | Álvaro Bautista     | Aprilia                           | Mika Kallio         | KTM               | Héctor Faubel       | Aprilia     |
| 2007.  | Gábor Talmácsi      | Aprilia                           | Héctor Faubel       | Aprilia           | Tomoyoshi Koyama    | KTM         |
| 2008.  | Mike Di Meglio      | Derbi                             | Simone Corsi        | Aprilia           | Gábor Talmácsi      | Aprilia     |
| 2009.  | Julián Simón        | Aprilia                           | Bradley Smith       | Aprilia           | Nicolás Terol       | Aprilia     |
| 2010.  | Marc Márquez        | Derbi                             | Nicolás Terol       | Aprilia           | Pol Espargaró       | Derbi       |
| 2011.  | Nicolás Terol       | Aprilia                           | Johann Zarco        | Derbi             | Maverick Viñales    | Aprilia     |

## 80cc
Svjetsko prvenstvo u klasi do 80 cm3 (80cc) je počelo 1984. zamijenivši dotadašnju klasu od 50cc, a prestalo već 1989. godine. Prvenstvo su osvajali Jorge Martinez tri puta, Stefan Dörflinger dvaput i Manuel Herreros jednom. Najuspješniji proizvođači su bili španjolski Derbi i njemački Krauser.
| Sezona | Prvak             | Motor   | Drugoplasirani    | Motor   | Trećeplasirani    | Motor      |
| ------ | ----------------- | ------- | ----------------- | ------- | ----------------- | ---------- |
| 1984.  | Stefan Dörflinger | Zündapp | Hubert Abold      | Zündapp | Pierpaolo Bianchi | HuVo-Casal |
| 1985.  | Stefan Dörflinger | Krauser | Jorge Martínez    | Derbi   | Gert Kafka        | Seel       |
| 1986.  | Jorge Martínez    | Derbi   | Manuel Herreros   | Derbi   | Stefan Dörflinger | Krauser    |
| 1987.  | Jorge Martínez    | Derbi   | Manuel Herreros   | Derbi   | Gerhard Waibel    | Krauser    |
| 1988.  | Jorge Martínez    | Derbi   | Àlex Crivillé     | Derbi   | Stefan Dörflinger | Krauser    |
| 1989.  | Manuel Herreros   | Derbi   | Stefan Dörflinger | Krauser | Peter Öttl        | Krauser    |

## 50cc
Svjetsko prvenstvo klase do 50 cm3 je započelo 1962. godine naslijedivši dotadašnji F.I.M. Europski kup 50cc, a posljesnje izdanje je bilo 1983., jer je 1984. ga zamijenilo Svjetsko prvenstvo klase do 80 cm3. Najuspješniji vozač ove klase je Španjolsac Ángel Nieto koji je šest puta osvajio prvenstvo.
| Sezona | Prvak                | Motor            | Drugoplasirani       | Motor      | Trećeplasirani       | Motor    |
| ------ | -------------------- | ---------------- | -------------------- | ---------- | -------------------- | -------- |
| 1962.  | Ernst Degner         | Suzuki           | Hans-Georg Anscheidt | Kreidler   | Luigi Taveri         | Honda    |
| 1963.  | Hugh Anderson        | Suzuki           | Hans-Georg Anscheidt | Kreidler   | Ernst Degner         | Suzuki   |
| 1964.  | Hugh Anderson        | Suzuki           | Ralph Bryans         | Honda      | Hans-Georg Anscheidt | Kreidler |
| 1965.  | Ralph Bryans         | Honda            | Luigi Taveri         | Honda      | Hugh Anderson        | Suzuki   |
| 1966.  | Hans-Georg Anscheidt | Suzuki           | Ralph Bryans         | Honda      | Luigi Taveri         | Honda    |
| 1967.  | Hans-Georg Anscheidt | Suzuki           | Yoshimi Katayama     | Suzuki     | Stuart Graham        | Suzuki   |
| 1968.  | Hans-Georg Anscheidt | Suzuki           | Paul Lodewijkx       | Jamanthi   | Barry Smith          | Derbi    |
| 1969.  | Ángel Nieto          | Derbi            | Aalt Toersen         | Kreidler   | Barry Smith          | Derbi    |
| 1970.  | Ángel Nieto          | Derbi            | Aalt Toersen         | Jamanthi   | Rudolf Kunz          | Kreidler |
| 1971.  | Jan de Vries         | Kreidler         | Ángel Nieto          | Derbi      | Jos Schurgers        | Kreidler |
| 1972.  | Ángel Nieto          | Derbi            | Jan de Vries         | Kreidler   | Theo Timmer          | Jamanthi |
| 1973.  | Jan de Vries         | Kreidler         | Bruno Kneubühler     | Kreidler   | Theo Timmer          | Jamanthi |
| 1974.  | Henk van Kessel      | Kreidler         | Herbert Rittberger   | Kreidler   | Julien van Zeebroeck | Kreidler |
| 1975.  | Ángel Nieto          | Kreidler         | Eugenio Lazzarini    | Piovaticci | Julien van Zeebroeck | Kreidler |
| 1976.  | Ángel Nieto          | Bultaco          | Herbert Rittberger   | Kreidler   | Ulrich Graf          | Kreidler |
| 1977.  | Ángel Nieto          | Bultaco          | Eugenio Lazzarini    | Kreidler   | Ricardo Tormo        | Bultaco  |
| 1978.  | Ricardo Tormo        | Bultaco          | Eugenio Lazzarini    | Kreidler   | Patrick Plisson      | ABF      |
| 1979.  | Eugenio Lazzarini    | Kreidler         | Rolf Blatter         | Kreidler   | Patrick Plisson      | ABF      |
| 1980.  | Eugenio Lazzarini    | Iprem            | Stefan Dörflinger    | Kreidler   | Hans-Jürgen Hummel   | Kreidler |
| 1981.  | Ricardo Tormo        | Bultaco          | Theo Timmer          | Bultaco    | Stefan Dörflinger    | Kreidler |
| 1982.  | Stefan Dörflinger    | Kreidler         | Eugenio Lazzarini    | Garelli    | Claudio Lusuardi     | Villa    |
| 1983.  | Stefan Dörflinger    | Krauser-Kreidler | Eugenio Lazzarini    | Garelli    | Claudio Lusuardi     | Villa    |

## Vanjske poveznice
- (engl.) motogp.com – službene stranice
- (fr.) Racing Memory, LE SOMMAIRE
- (fr.) pilotegpmoto.com
- (nizoz.) jumpingjack.nl, Alle Grand-Prix uitslagen en bijzonderheden, van 1973 (het jaar dat Jack begon met racen) tot heden., wayback
- (njem.) motorrad-autogrammkarten.de, Motorradsport Statistik MotoGP, Superbike und IDM, wayback